# Schaduw (KA)
Schaduw is een lied van de Nederlandse rapper KA met Nederlandse zangeres S10. Het werd in 2021 als single uitgebracht en stond in 2022 als vijftiende track op het album Recklezz van KA.

## Achtergrond
Schaduw is geschreven door Ayoub Chemlali, Daan Ligtvoet en Stien den Hollander en geproduceerd door Donda Nisha. Het is een nederhoplied dat een pessimistische blik op het leven van de liedverteller werpt. Het lied is een combinatie van verschillende stijlen rap; de straatrap van KA en de zachte rustige hiphopstijl van S10. De single heeft in Nederland de gouden status.

## Hitnoteringen
Het lied had bescheiden successen in de Nederlandse hitlijsten. In de Single Top 100 piekte het op de negentiende plaats in de negen weken dat het in deze lijst stond. De Top 40 werd niet gehaald, maar het bleef steken op de eerste plaats in de Tipparade.